# Инженерна наука
Техническите науки, наричани и инженерство или инженерни науки, са науките, които се занимават с изследване на явленията, свързани с развитието на техниката, разработването на нови конструкции и на технологични процеси. Това се постига чрез използването на знания в областта на физиката, математиката и чрез практически експерименти, насочени към усъвършенствуването на инструменти и апарати, или създаването на нови материали, процеси или изделия за нуждите на човечеството.
Цели на инженерната дейност са изобретяването, разработката, създаването, внедряването, производството, ремонта, обслужването на машини, апарати и т.н.
Техническите науки са еволюирали от занаятите. Една от първите технически науки е механиката, която дълго време остава в сянката на физиката и архитектурата. С настъпването на индустриалната революция възниква необходимост от академично изучаване на техниката и технологиите. Едно от първите образователни структури в областта на техническите науки става Политехническата школа на Гаспар Монж, основана през 1794 г. През 19 век се появява електротехниката, а през 20 век – радиотехниката, космонавтиката, кибернетиката, изчислителната техника, роботиката и т.н. Специалистите с висше образование, практикуващи технически науки, се наричат инженери.

## История
Инженерството е съществувало от древни времена, когато хората са изобретявали основни неща, които днес са неразривна част от ежедневието ни като макарата, лостът и колелото. Всяко от тези изобретения днес продължава да е част от съвременните технологии и машини, които използват основните механични принципи, с помощта на които вземат участие в създаването на полезни инструменти и предмети.
Терминът инженерство етимологично възниква от думата инженер, която от своя страна датира от 1390 г. „Инженер“ произлиза от думата „engine'er“, която в буквален смисъл означава човек, който работи с машина, и първоначално с нея са наричани конструкторите или операторите на обсадни машини. Ето защо използвана в този контекст думата отдавна не се ползва, но въпреки това се е запазила, като с годините е сменила своето значение. Думата за машина на английски и други западноевропейски езици „engine“ е още по-стара и произлиза от латинската „ingenium“ (около 1250 г.), което означава „естествено качество, особено умствена сила, а оттук и блестящо откритие“.
На по-късен етап, когато проектирането на невоенни строежи, като мостове и сгради, се развива в техническа дисциплина, терминът „гражданско инженерство“ (civil engineering) започва да се използва за разграничаване от военното инженерство.

### Античност
Александрийският фар, Египетските пирамиди, Висящите градини на Вавилон, Акрополът и Партенонът в Атина, древноримските акведукти, Виа Апия, Колизеумът в Рим, Теотиуакан, градовете и пирамидите изградени от империите на маите, инките и ацтеките, Великата китайска стена и много други древни постройки са свидетелство за изобретателността и уменията на древните строителни и военни инженери.
Първият известен на историята инженер се нарича Имхотеп. Той е бил на служба при фараона Джосер и вероятно е проектирал и организирал строителството на Пирамидата на Джосер – стъпаловидна пирамида в Сакара в Древен Египет, изградена в периода 2630 – 2611 г. пр.н.е.
В Древна Гърция изобретяването и използването на различни механизми се е стимулирало едновременно от военното дело и обществените нужди. Антикитирският механизъм – първата известна сметачна машина – и механичните изобретения на Архимед са примери за ранна форма на инженерство. Някои от иновациите на Архимед, както и механизмът от Атикитира, изискват задълбочени познания за диференциалното или планетното предаване – два основни принципа в теорията на машините, които се използват в конструкцията на зъбните предавки от Индустриалната революция и продължават да се използват и днес в различни области от роботиката до автомобилостроенето.
В Китай, Древна Гърция и Рим армиите използват военни машини и изобретения като артилерията, разработена от гърците около IV век пр.н.е., триремата, балистата и катапулта. През Средновековието е създадена и обсадната машина (требушет).

### Възраждане
Първият електроинженер е Уилям Гилбърт, който през 1600 г. написва „De Magnete, Magneticisque Corporibus, et de Magno Magnete Tellure“ („За магнита, магнетичните очи и за Големия земен магнит“). Той е родоначалник на термина „електричество“.
Първият парен двигател е създаден през 1698 г. от машинния инженер Томас Савъри. Развитието на това революционно устройство е довело до индустриалната революция през следващите десетилетия. Парният двигател дава възможност за възникването на масовото производство.
С възхода на инженерството като професия през осемнадесети век, терминът става все по-тясно използван в области, в които математиката и точните науки са били употребявани за тези цели.

### Начало на съвременните инженерни науки
Изобретателите Томас Нюкомен и Джеймс Уат дават тласък на модерните инженерни науки. Разработката на специализирани машини и инструменти по време на индустриалната революция води до бързо развитие на машинното инженерство в Англия и извън нея.
Джон Смийтън е първият наложил се официално като строителен инженер и е считан от някои за бащата на строителното инженерство. Той е отговорен за строителството на мостове, канали, пристанища и морски фарове. Като способен машинен инженер и физик той разработва технологията на цимента, втвърдяващ се под водата. Неговата работа води до откриването на портландцимента.
Началните стъпки в електроинженерството включват експериментите на Алесандро Волта от 1800-те, експериментите на Майкъл Фарадей, Георг Ом и други и изобретяването на електрическия двигател през 1872 г. Теоретичните разработки на Джеймс Кларк Максуел и Хайнрих Херц в края на 19 век дават тласък на развитието на електрониката. Последващите открития на електронната лампа и транзистора ускоряват по-нататък развитието на електрониката до такава степен, че броят на електронните и електроинженерите надминават колегите си по други специалности.
Химическото инженерство се развива в края на 19 век. Индустриалното производство изисква нови материали и нови процеси и в края на 80–те години на 19 век, необходимостта от голямо количество химически продукти води до създаването на нова индустрия. Ролята на химическите инженери е да разработват нови химически процеси и заводи.
Фолкъркското колело в град Фолкърк, Шотландия, свързващо два канала на различна височина, представлява съоръжение, в което архитекти, строителни, хидро– и машинни инженери влагат таланта и знанията си.
Няколко десетилетия след успешния полет на братята Райт има интензивно развитие на самолетостроенето и разработката на военни самолети, използвани през Първата световна война.

## Специфика
Буквално до 19 век човечеството познава само два типа науки: естествени и хуманитарни. Техническите науки заемат междинно положение, защото техниката е продукт на човека и не се среща в природата, но същевременно тя се подчинява на същите обективни закони като природните обекти. Техниката се превръща в своего рода изкуствена природа, в която човекът създава свои закони.
Спецификата на техническите науки е в това, че те изследват законите на тази изкуствено създадена среда и връзката им с естествените закони. Освен това техническото познание може и да няма конкретен обект на изследване в реалността, тъй като той предстои да бъде конструиран.

## Основни области на инженерните науки
Инженерните науки се разделят на четири основни области:
- Химия – Използването на физика, химия, биология и принципите на инженерната работа за промишлено прилагане на химически процеси.
- Строително инженерство – Конструиране и изграждане на частни и обществени сгради, инфраструктура, пътища, язовири и водни канали, водообработка, мостове и други.
- Електроинженерство – Конструиране, изследване и производство на различни електрически и електронни системи, като например електронни схеми, електрически мотори и генератори, компютри и други.
- Машиностроене – Конструиране и производство на физически и механични системи, като задвижване, оръжие, транспортни системи, вакуумни системи, летателни апарати и други.

Освен тези четири основни области има още много други, които са се наложили исторически, като минно дело, морско инженерство, медицинска техника и други.
Всички тези области се припокриват в областта на прилагането на фундаменталните науки, като физика, химия и математика.

### Примери за технически науки
- Архитектура (на английски: Civil and Environmental Engineering)
- Биотехнология (на английски: Biological Engineering)
- Компютърни науки (на английски: Computer Science)
- Корабостроене (на английски: Ocean Engineering)
- Космонавтика (на английски: Astronautics)
- Материалознание (на английски: Materials Science and Engineering)
- Механика (на английски: Mechanical Engineering)
- Машиностроене (на английски: Machine Engineering)
- Системотехника (на английски: Engineering Systems)
- Химично инженерство(химична технология) (на английски: Chemical Engineering)
- Електротехника (на английски: Electrical Engineering)
- Ядрена енергетика (на английски: Nuclear Science and Engineering)
- Биомедицинско инженерство (на английски: Biomedical engineering)

### Видове инженерна дейност
Съвременното разбиране за инженерната дейност включва целенасочено използване на научните знания в създаването и експлоатацията на инженерни технически устройства и обхваща три вида инженерно-техническа дейност:
- Изследователска работа – приложни научни изследвания.
- Проектантска дейност – конструиране (проектиране), създаване и изпитание на прототипи на технически устройства, разработка на технологии за производство и други подготвителни дейности.
- Технологична производствена дейност – организационна, консултантска и друга дейност, свързана с редовното производство. Експлоатация и техническа поддръжка на съоръженията.

## Методи
Основен метод на техническите науки е математическото моделиране и компютърното моделиране (а при невъзможност – физическото моделиране) на предполагаеми или реализирани конструкции.
Инженерът използва познанията си по математика и науки, като например физика, за да намери подходящо решение на определен проблем или да подобри съществуващо решение. Повече от всякога инженерите трябва да имат познания в научни области, свързани с техните проекти. В резултат на това те трябва да търсят нови знания през цялата си кариера.
При съществуването на различни възможности за решение на проблем, те трябва да оценят предимствата и недостатъците на отделните решения и да изберат най-доброто за случая. Задачата на инженера е да определи, разбере и оцени ограниченията на дизайна, за да постигне успешно решение. Не е достатъчно да се направи успешен технически продукт, но също така е важно да се отговори на бъдещите предизвикателства към продукта.
Ограниченията могат да включват налични ресурси, физически или технически ограничения, гъвкавост за бъдещи модификации, както и изискванията за цена, сигурност, търговски вид, производителност и възможност за ремонт.
Инженерите трябва да се опитат да предвидят как тяхната разработка ще се държи преди да се започне редовно производство. За целта се използват прототипи, макети, симулации, разрушаващи тестове, неразрушаващи тестове и стрестестове. Тестовете трябва да удостоверят, че продуктите ще се държат както се очаква от тях.
Един от най-използваните инструменти за разработка е компютърно подпомогнат дизайн (CAD). Това е широко разпространен програмен продукт, който осигурява 3D моделиране, 2D чертежи и схеми. CAD–софтоерните продукти, заедно с цифровите макети (англ.:digital mockup), както и програмни продукти, като например анализ чрез метод на крайните елементи, позволява на инженера да създава модели без да прави скъпи и трудни за изработка физически модели и прототипи.

## Учебни заведения в България
В България преди Освобождението 1878 година развитието на инженерните науки е ограничено в рамките на икономическите условия на Османската империя. За целите на съществуващото занаятчийско производство, като например абаджийство, са създавани различни занаятчийски работилници, примери от които могат да се видят в „Етъра“, Габрово. Строителството основно е ограничено в сгради, като малки църкви, конаци, жилища, и в редки случаи мостове, като например Беленският мост. Работата по него започва през 1865 г. и завършва през 1867 г. Беленският мост е сводов мост, разположен над река Янтра на 1 km от град Бяла, чието име носи мостът. Той е построен от Колю Фичето и се смята за постижение на българското възрожденско инженерно-строително и архитектурно изкуство.
За Колю Фичето и Беленския мост Феликс Каниц казва: „И тоя скромен човек в потури и абичка не знае, че с Беленския си мост е построил най-голямата хидравлическа постройка на Балканския полуостров, извън Цариград“.
В България първото висше учебно заведение за технически специалисти е Държавната политехника, създадена едва през 1941 година в София. През 1953 г. Държавната политехника е разделена на 4 части:
- Инженерно-строителен институт, в който влизат Строителният, Архитектурният, Геодезическият и Хидротехническият факултети;
- Машинно-електротехнически институт, в който влизат Машинният и Електротехническият факултети;
- Химико-технологически институт, в който влиза Факултетът по индустриална химия;
- Минно-геоложки институт, в който влиза Минният факултет.

През следващите години се създават и други висши технически учебни заведения.
В съответствие с Болонската декларация в България се подготвят кадри в трите основни степени – бакалавър, магистър и доктор. Следните висши учебни заведения и техни филиали подготвят основно инженерни кадри в трите основни степени: бакалавър, магистър и доктор(за специалност архитектура без бакалавър):
- Технически университет – София
- Технически университет – Варна, основан 1962 г.
- Технически университет - Габрово, основан 1964 г.
- Русенски университет, основан 1945 г.
- Университет по архитектура, строителство и геодезия София
- Университет Проф. д-р Асен Златаров Бургас, основан 1963 г.
- Химикотехнологичен и металургичен университет София
- Минно-геоложки университет София

Тези висши учебни заведения обучават основните инженерни кадри, които през 60–те, 70–те и 80–те години на ХХ век развиват металургия, химия, енергетика, електропромишленост и създават нови отрасли, за които в България няма традиции, като компютърна техника, роботика, космическа техника, съобщителна техника, кибернетика, полупроводникова техника и други.
Професионално сдружение на български инженерни кадри Федерацията на научно-техническите съюзи, създадена през 1949 година, в която членуват 19 национални съюза.

## Отношения с други дисциплини

### С науката
„Учените изследват света, какъвто е, инженерите създават света, който не е съществувал никога“ (Scientists study the world as it is; engineers create the world that has never been.) – Теодор фон Карман (Theodore von Kármán), американски инженер и физик от унгарски произход.
Съществува припокриване между работата на учените и практиката на инженерите: една инженерна специалност отговаря обикновено на една приложна наука. Учените често трябва да извършват инженерни дейности по създаването на подходяща апаратура за изследване или създаването на прототипи. И обратно, инженерите може в процеса на разработката на нови технологии или оборудване да се сблъскат с нови явления.

### С медицината и биологията
Медицината се нуждае от инженерните науки за създаването на различни апаратури за изследване, като се започне от обикновен апарат за измерване на кръвното налягане до скенери, за създаването на различни апарати за лечение, като се започне от спринцовката и се стигне до операционен робот.

Модерната медицина може да възстановява някои от функциите на човешкото тяло чрез използването на изкуствени органи и може да извършва частично възстановяване на работата на лошо функциониращи органи, като използва например пейсмейкъри или мозъчни импланти. Цел на съвременната инженерна наука в медицината е било създаването на изкуствени органи, напълно заместващи човешките, като например изкуствено сърце или изкуствен бъбрек. Пътят до създаването на тези органи е все още много продължителен и труден, защото изисква решаването на много технически и медицински проблеми.
Биониката от своя страна и различните ѝ клонове на развитие разглежда човешкото тяло и цялата жива природа с огромното ѝ разнообразие като източник на технически решения. Такива решения са разработването на изкуствен интелект, роботика, невронни мрежи и други.

### Изкуство и инженерна дейност
В някои области на човешката дейност има пряка връзка между изкуството и работата на инженера, като например архитектура, индустриален дизайн, ландшафт и други. При тези инженерни науки изучаването на специалности свързани с изкуството е част от обучението.
Историята на киното е свързана пряко с развитието на техническите средства за него. Киното възниква със създаването на техническата възможност за заснемане на подвижни картини. С всяко ново откритие в техниката на киноиндустрията се променя и самото изкуство. Голяма част от суперпродукциите широко използват компютърна техника, както и всички технически новости, като например 3D, използването на допълнителни въздействия върху зрителя, като например вибрации и други.

### Спорт и инженерна дейност
Технологиите играят съществена роля в съвременния спорт. В някои спортове те са основата на създаването им, като например мотоспорт, моделизъм, стрелба и други. В други спортове те съществено подобряват спортните постижения, като например тенис (ракети), овчарски скок (прът за овчарски скок) и в по-нови времена плуване (костюми за плуване), спортни обувки, както и много други. В тези спортове често пъти подобряването на резултатите на елитните спортисти е толкова съществено, че са налага забраната на определени технически постижения, като например новите биотехнологични костюми за плуване, забранени от Международната федерация по плуване FINA. Много съществено влияние на резултатите може да има при параспортистите, които ползват в по-голяма степен технически средства.
С развитието на запис и повторение съществено се променя съдийството в някои спортове. Възможността спорни положения да се решават чрез повторения подпомага вземането на решения. Във футбола се разработва система за автоматично определяне на головете (VAR). Вариант на такава система е използвана в Бразилия на Световно първенство по футбол 2014 от FIFA.
Съществуват редица спортни състезания в света, които са създадени от инженерите, като състезания между технически идеи и разработки. Пример за това е състезанието RoboCup, представляващо спортно състезание между роботи. През 2016 година се поставя началото на автомобилно състезание roborace, в което с електрически спортни автомобили в големи градове при реални условия ще се провеждат състезания без пилоти. Инженерните екипи ще представят своите програми за безпилотно управление на автомобилите. При подобни състезания фактът, че има основно конкуренция между технически идеи и програми, атрактивността и интересът към спортната страна си остава.

### Инженерство като понятие
В редица области извън техниката се използва понятието инженерство, което показва връзка с някои методи на инженерните науки.
- Генно инженерство – представлява пряка промяна на ДНК-структурата на човека, растения и животни.
- Политическо инженерство – създаване на структури и субекти на политиката по предварителни планове.
- Социално инженерство (англ.social engineering(political science))

## Социален контекст
Инженерната дейност се извършва както от големи колективи, така и самостоятелно. Почти всички инженерни проекти се реализират със съдействието на определени финансови институции – големи компании, инвеститори, държавата или собствени средства на реализаторите. Има проекти, които се разработват на принципа на отвореното проектиране или pro bono.
Всеки продукт или конструкция, която се използва от хората са повлияни от инженерната дейност. Инженерната дейност е мощен инструмент за промяна на околната среда, социалното положение и икономиката, и нейното прилагане носи голяма отговорност.
Инженерните проекти много често са предмет на полемика, особено когато засягат живота на много хора. Разработването на ядреното оръжие, разработването на големи инженерни проекти в областта на преобразуване на природата, като например язовира Три клисури, изкуствен интелект и други. Колкото по-големи промени носи определен проект в живота на хората, толкова по-голяма е моралната отговорност от страна на инженерите, участващи в разработката.